# Гу-га
«Гу-га» — український радянський двосерійний художній фільм, драма, знята за твором Моріса Симашка 1989 року. Прем'єра — квітень 1990 року.

## Сюжет
Події фільму відбуваються під час Німецько-радянської війни: у глибокому радянському тилу, під Ташкентом, готуються нові офіцерські кадри для Червоної Армії. Молоді курсанти льотної школи прямо під час навчання знаходять час для зустрічей з дівчатами. Курсант Борис Тираспольський вирушає на побачення до своєї подруги Тамари на навчальному літаку. Поки закохані кохаються в колгоспному саду, літак виявляє наряд НКВС. За це його і ще двох курсантів переводять до штрафної роти. В ній герої спочатку не відчувають себе знедоленими — командир підрозділу капітан Володимир Правоторов ставиться до них добре, а останні бійці нічого не можуть зробити з юнаками, які вже зрозуміли силу солдатської солідарності. Єдина проблема Тираспольського — постійні сутички зі старшиною роти Кравцем.
Ситуація різко змінюється, коли частину перекидають на лінію фронту. Штрафників вкидають в болото, повне мін, а з тилу їхній бойовий дух вогнем «піднімає» загороджувальний загін. Однак, до роти додають веселого, але досвідченого солдата Даньковця, який видає себе за одесита і навіть ображається на Тираспольського, який відмовляється визнати в ньому земляка. Даньковець постійно дає солдатам і командирам поради, а одного разу навіть бере «язика», але відмовляється покидати роту.
Отримавши від командування наказ — силами роти захопити німецький дот, Правоторов підіймає людей в атаку. Штрафники захоплюють дот і в бою відбивають дві контратаки противника. Тираспольський замінює важко пораненого Правоторова. Після бою командир наказує штрафникам здати зброю, і ті в безсилій люті розстрілюють боєзапас в повітря.

## Цікаві факти
- Знімання відбувалося в Одесі, Білорусі та Киргизстані. У батальних сценах брали участь військові Білоруського військового округу.
- Стрічка стала найкасовішим фільмом 1990 року.

## В ролях
- Олексій Волков — Борис Тираспольський, курсант, коханець Тамари Миколаївни
- Віра Сотникова — Тамара Миколаївна, вчителька ботаніки і дружина майора Червоної Армії
- Олександр Соловйов — Іванов
- Олексій Горбунов — Даньковец
- Андрій Толубеєв — капітан Володимир Правоторов
- Микола Холошин — Кудрявцев
- Олександр Калугін — Олександр Бочков
- Костянтин Шафоренко — Ченцов
- Сергій Скрипкін — Сирота
- Володимир Носик — Нікітін
- Саїд-Мурат Зияутдинов — бухгалтер
- Олександр Зав'ялов — Сержант Кравець
- Зоя Буряк — епізод
- Юрій Орлов — офіцер в училищі
- Наталія Андросик — Надя, подруга Ірини
- Анжеліка Мухамедова —Іра, школярка, кохана Тираспольського
- Микола Волков — старший сержант Суворов
- Світлана Йозефий — Віра Матвіївна, вчителька початкових класів у школі
- Олена Антонова — сусідка Тамари, гарнізонна повія
- Павло Степанов — Соболєв
- Антон Голишев — Тітов
- Рудольф Мухін — штрафник
- Рустам Уразаев — командир заградотряда

## Знімальна група
- Режисер-постановник — Віллен Новак
- Сценарист — Анатолій Усов
- Оператор-постановник — Вадим Авлошенко
- Композитор — Віктор Власов
- Художник-постановник — Лариса Токарєва
- Редактор — Неллі Некрасова